# سامسونگ اس‌پی‌اچ-آی۳۲۵
سامسونگ اس‌پی‌اچ-آی۳۲۵ یک‌نمونه از گوشی‌های تلفن همراه سری I شرکت سامسونگ می‌باشد که توسط همین شرکت به بازار عرضه شده است.